# Ягуар Ай-Пейс
„Ягуар Ай-Пейс“ (Jaguar I-Pace) е модел електрически компактни SUV автомобили (клас J/C) на британската марка „Ягуар“, произвеждан от „Магна Щайр“ в Грац, Австрия, от 2018 година.
„Ягуар Ай-Пейс“ е първият изцяло електрически автомобил на „Ягуар“ и е насочен към формиращия се по това време пазар на луксозни електрически модели, на който вече са добре представени „Тесла Мотърс“ и „Бе Ем Ве“. Дизайнът на Иън Калъм има голям успех и му донася европейската награда „Автомобил на годината“ за 2019 година, необичайно постижение, тъй като в класацията обикновено имат успех масови модели в средния клас.